# Blast Lärmen, ihr Feinde!, BWV 205a
Blast Lärmen, ihr Feinde!, BWV 205a (Enemics!, toqueu l'alarma) és una cantata profana de Johann Sebastian Bach per a la coronació de  Frederic August de Saxònia com a rei de Polònia, estrenada a Leipzig el 19 de febrer de 1734.

## Origen i context
És una paròdia de la cantata BWV 205 dedicada al professor de la Universitat, August Fridrich Müller. La música s'ha perdut quasi per complet, però tots els números a excepció dels recitatius 8, 12 i 14, que s'escrigueren de nou, provenen de la BWV 205 El text probablement és de Picander i se n'aprofità la coincidència en el nom, August, dels dos homenatjats; els principals canvis del llibret són els dels protagonistes: el déu Èol passa a ser el Valor, el vent Zèfir la Justícia, i la deessa Pomona la Clemència.